# 阮自如
阮自如（越南语：／；1860年—？年），越南阮朝官員。

## 生平
阮自如是廣治省肇豐府由靈縣安舍總河上社（今屬廣治省由靈縣由靈市鎮河上村）人，嗣德十三年（1860年）出生。嗣德三十一年（1878年），阮自如参加承天場鄉試，考中舉人。後任綏安郡公府翊善。成泰十年（1898年），阮自如會試考中會元，庭試考中第三甲同進士出身。後任廣寧知府。